# 文恩湖
54°01′02″N 10°44′57″E / 54.017332°N 10.749146°E

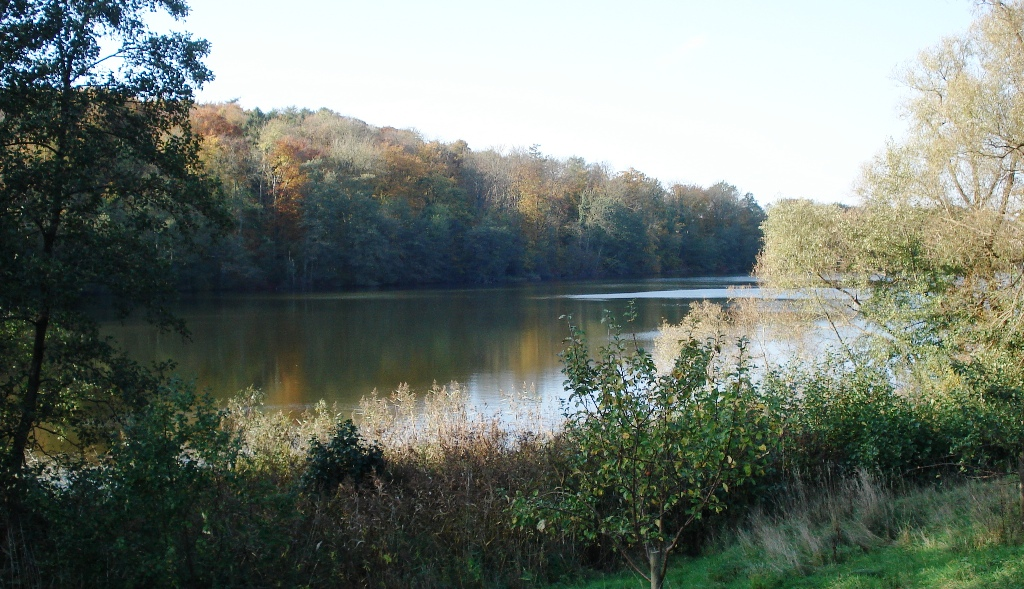

文恩湖（德語：Wennsee），是德國的湖泊，位於該國北部石勒蘇益格-荷爾斯泰因州，由東荷爾斯泰因縣負責管轄，長0.6公里、寬0.2公里，面積0.08平方公里，平均水深6.3米，最大水深14.3米，湖岸線長度1.1公里。